# Nu te-ai priceput
Nu te-ai priceput este o poezie scrisă de George Coșbuc, publicată în 1893 în volumul Balade și idile. A apărut pentru prima dată în anul 1889.

## Legături externe
- Poezia Nu te-ai priceput la wikisursă